# Ponto de ramificação

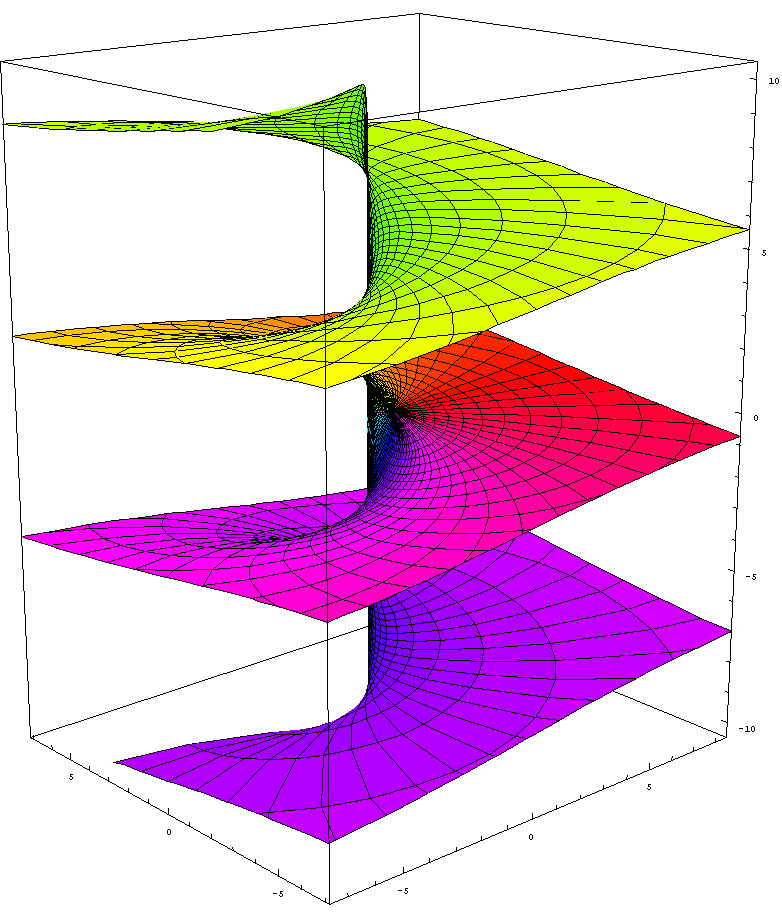
Importante no estudo da Superfície de Riemann.

Na matemática e no campo da análise complexa, o ponto de ramificação ou ponto de conexão de uma função multivalorada (às vezes, chamada de multifuncional) é um ponto que determina a descontinuidade de uma função a partir de uma circunferência abstrata arbitrariamente pequena. Esse ponto, dentro de um gráfico, é estudado pela superfície de Riemann.